# Дан државности (Црна Гора)
Дан државности је државни празника Црне Горе који се обиљежава 13. јула у знак сјећања на дан када је Берлински конгрес 1878. признао Књажевину Црну Гору као двадесет седму независну државу у свијету. Овај датум се такође обиљежава и у знак сјећања на избијање Тринаестојулског устанка, који је био највећи антифашистички устанак 1941. године.
Дан државности не треба мијешати са Даном независности, који се обиљежава 21. маја у знак сјећања на референдум о независности из 2006. којим је Црна Гора обновила независност.